# ماتس ناسلوند
ماتس ناسلوند (انگلیسی: Mats Näslund؛ زادهٔ ۳۱ اکتبر ۱۹۵۹) بازیکن هاکی روی یخ اهل سوئد بود.
وی همچنین برندهٔ جوایزی همچون جام استنلی شده‌است.
از باشگاه‌هایی که در آن بازی کرده‌است می‌توان به مونترآل کانادینز اشاره کرد.